# Blood Mountain
Blood Mountain è il terzo album della band statunitense Mastodon, il primo distribuito da una major, la Warner Bros., nel 2006.

## Tracce
1. The Wolf is Loose – 3:34
2. Crystal Skull – 3:27
3. Sleeping Giant – 5:36
4. Capillarian Crest – 4:25
5. Circle of Cysquatch – 3:19
6. Bladecatcher – 3:20
7. Colony of Birchmen – 4:19
8. Hunters of the Sky – 3:52
9. Hand of Stone – 3:30
10. This Mortal Soil – 5:00
11. Siberian Divide – 5:32
12. Pendulous Skin – 22:15

- In realtà "Pendulous Skin" dura 5:05. Seguono 16 minuti e 20 secondi di silenzio (5:05 - 21:25), dopodiché è presente una ghost track: si tratta di un messaggio recitato da Josh Homme, uno dei membri del gruppo Queens of the Stone Age.

## Formazione
Gruppo
- Brent Hinds - chitarra, voce
- Bill Kelliher - chitarra
- Troy Sanders - basso, voce
- Brann Dailor - batteria

Altri musicisti
- Scott Kelly - voce in "Crystal Skull"
- Josh Homme - voce in "Colony of Birchmen"
- Cedric Bixler Zavala - voce in "Siberian Divide"